# Evasión masiva
La evasión masiva es una forma de manifestación o protesta frente a las autoridades, consistente en grandes grupos de personas que acuerdan, de forma previa, realizar evasión de tarifas en el transporte público, pasando o saltando los mecanismos de pago del pasaje. Se da principalmente en el metro, pero puede incluir otros medios de transporte. Existen antecedentes de esta forma de manifestación en diferentes partes del mundo, aunque se masificó durante las protestas en Chile de 2019 y posteriormente fue imitada en Estados Unidos, aunque en Chile data desde inicios de la década de 2010.
Los manifestantes, generalmente autoconvocados por las redes sociales, aprovechan que su número impide a las empresas a hacer frente al hecho. Esto se traduce en que sus guardias y medidas antievasión no puedan ser empleadas con eficiencia. La muchedumbre generalmente vitorea gritos o canciones alusivas a la protesta para dejar en claro que su acción obedece a una causa, común entre los manifestantes.

## Manifestaciones por país

### Chile

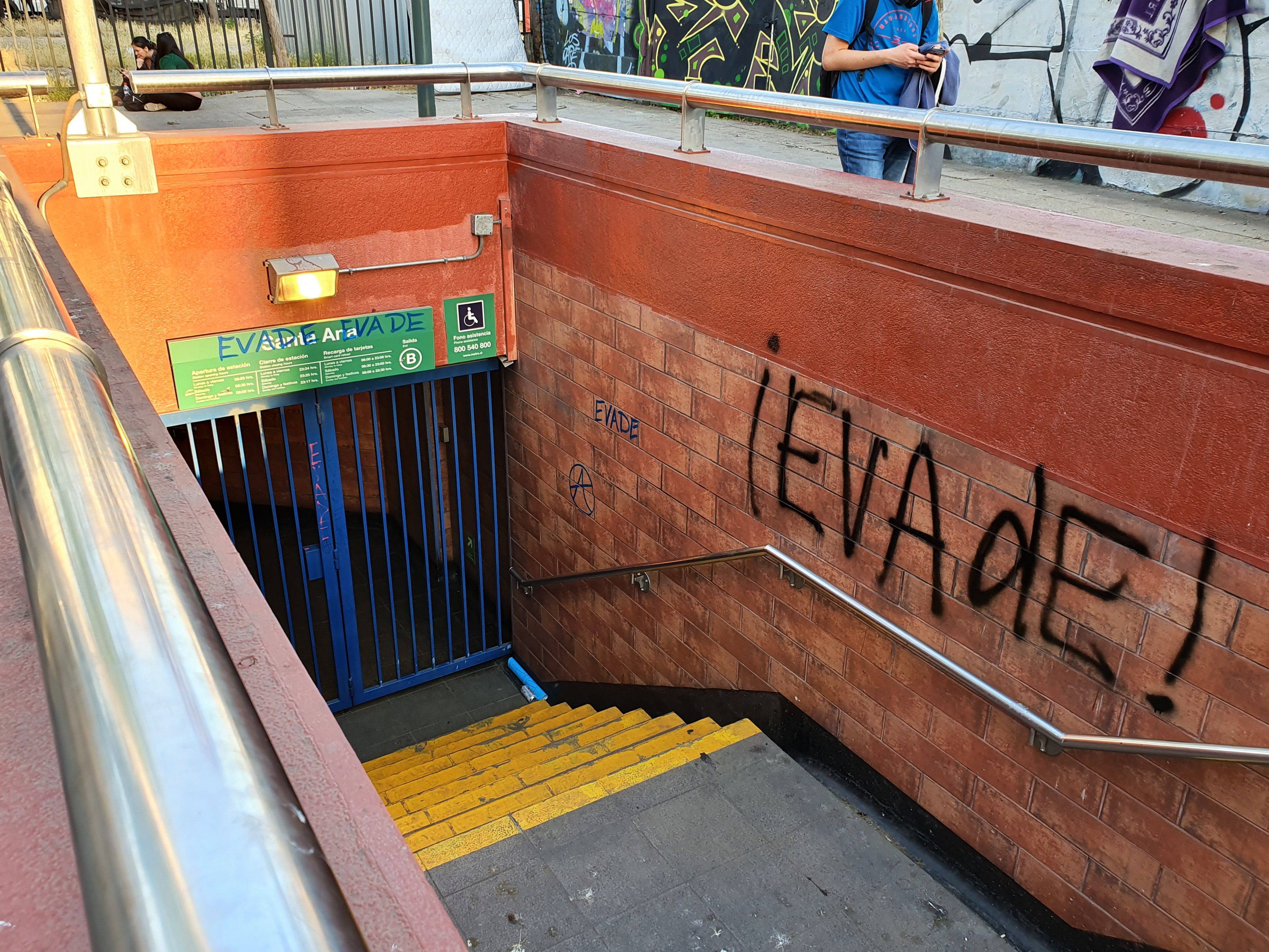
Entrada de la estación Santa Ana del Metro de Santiago, pintada con la palabra «Evade» durante las protestas de 2019.

Durante la década de 2010 han ocurrido diversos incidentes de evasiones masivas en el Metro de Santiago. El 3 de julio de 2014 ocurrió una evasión masiva en la estación Los Héroes, mientras que en septiembre de 2014 se realizaron una serie de protestas de este tipo en distintas estaciones del metro en respuesta al alza en la tarifa, las constantes fallas e interrupciones del servicio. El 2 de marzo de 2016 ocurrió una nueva evasión masiva en la estación Las Rejas debido a una nueva alza de la tarifa del transporte público, misma situación que generó una nueva protesta el 19 de febrero de 2018 en la estación Baquedano.
En 2019 la causa inmediata fue el alza en la tarifa del sistema público de transporte, que entró en vigor el 6 de octubre. Centenares de estudiantes se organizaron para realizar actos de «evasión masiva» en el Metro de Santiago. Con el paso de los días, el número de evasores aumentó y se registraron incidentes dentro de las estaciones del ferrocarril subterráneo. La situación se agravó el 18 de octubre, cuando progresivamente fueron cesadas las operaciones de toda la red subterránea por el enfrentamiento de la multitud con Carabineros, lo cual llevó al ministro del Interior, Andrés Chadwick, a interponer querellas por delitos contemplados por la Ley de Seguridad del Estado contra quienes hubieren cometido daños, saqueos e incendios. El 20 de noviembre de 2019, más de un mes después del inicio del estallido social en Chile, se registraron nuevas evasiones masivas por parte de estudiantes en las estaciones Universidad de Chile y La Moneda.

### Estados Unidos
La causa fue la detención de un joven afroamericano de 19 años el 25 de octubre de 2019 en la estación Franklin Street del metro de Nueva York en Brooklyn, porque supuestamente evadió el pago en el tren subterráneo. La policía decidió detener al joven apuntándolo con sus armas de servicio y luego lo arrastraron por el metro para sacarlo. La situación fue grabada por otros pasajeros y, tras la crudeza de las imágenes, cientos de ciudadanos decidieron saltar los torniquetes del metro el 1 de noviembre como protesta en contra de la violencia policial. Entre los elementos que aparecieron durante la protesta fueron autoadhesivos que contenían un dibujo del perro chileno Negro Matapacos saltando un torniquete junto a la leyenda «Evade».

### México

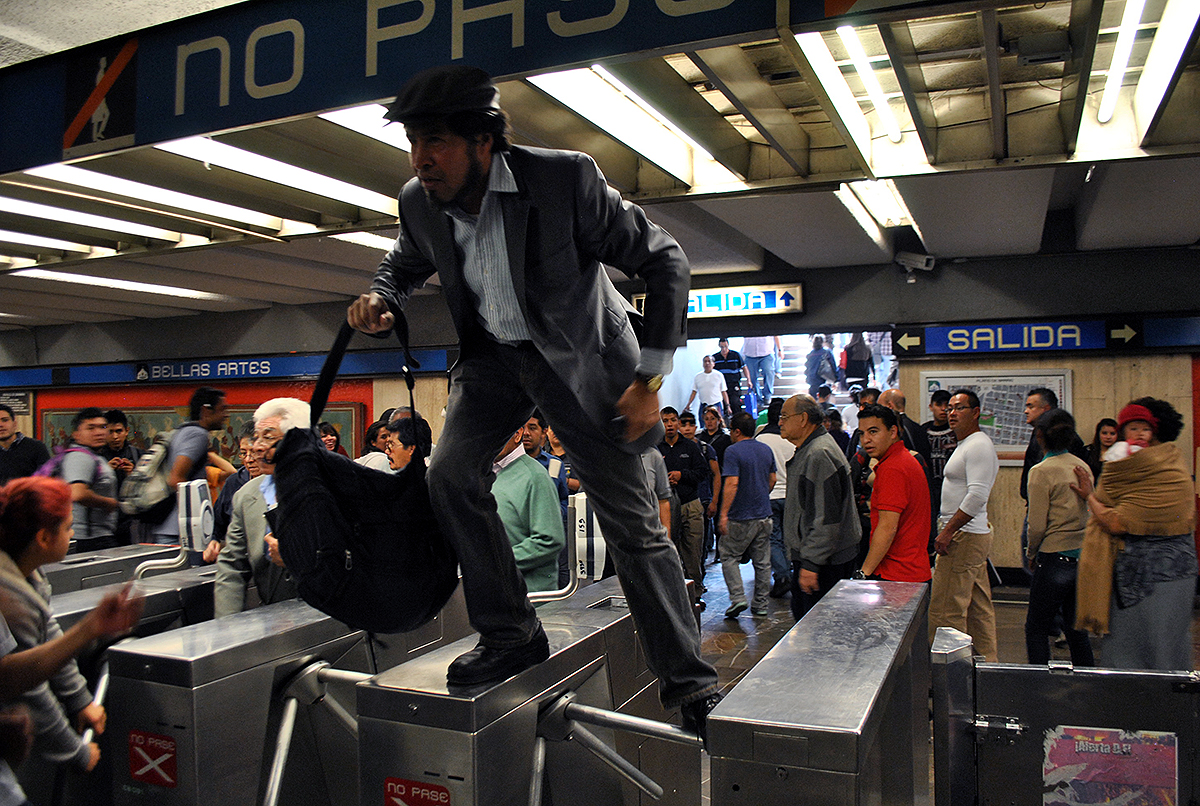
Usuario brincándose el torniquete en el metro de la Ciudad de México.

El viernes 13 de diciembre de 2013 entró en vigor en el metro de la Ciudad de México, una nueva tarifa que incrementaba por viaje de 3 a 5 pesos por boleto, incrementándose en un 40%. Se organizó una acción por medio de una convocatoria  en Twitter con el hashtag movimiento #PosMeSalto Esta protesta invitaba a no pagar el costo del viaje y brincarse los torniquetes para ingresar a las instalaciones del metro evadiendo la vigilancia policíaca asignada en cada estación. Durante el primer día del movimiento la policía no intervino en la detención de ninguna personal, principalmente jóvenes.
En días posteriores a la protesta, se comenzaron a tener datos sobre las detenciones de usuarios del metro, indicando que principalmente en las líneas 1, 2, 3 y 8 es donde se registraron más usuarios que se brincaron los torniquetes, deteniendo a 64 personas.